# 奇跡の海 (曲)
「奇跡の海」（きせきのうみ）は、坂本真綾の3枚目のシングル。1998年4月22日にビクターエンタテインメントから発売された。

## 概要
オリコンチャートではおよそ3か月もランクインし続け、ロングヒットを記録した。売上枚数も、2008年発表の「トライアングラー」まで長らく坂本のシングル作品の最高記録を保持していた。両曲ともにオリジナルアルバムには収録されておらず、シングルコレクション『シングルコレクション+ ハチポチ』に収録されている。
累計出荷枚数は6.7万枚。

## 収録曲
（全作詞：岩里祐穂、作曲・編曲：菅野よう子）
1. 奇跡の海 [4:19]
  - テレビ東京系アニメ『ロードス島戦記-英雄騎士伝-』オープニングテーマ
2. Active Heart [4:15]
3. 奇跡の海（オリジナルカラオケ）
4. Active Heart（オリジナル・カラオケ）

## 収録アルバム
| 曲名         | 収録アルバム                                                       | 発売日         | 備考                            |
| ------------ | ------------------------------------------------------------------ | -------------- | ------------------------------- |
| 奇跡の海     | 『ロードス島戦記 -英雄騎士伝- オリジナル・サウンドトラック Vol.1』 | 1998年6月24日  |                                 |
| 奇跡の海     | 『シングルコレクション+ ハチポチ』                                 | 1999年12月16日 | 1stシングルコレクションアルバム |
| 奇跡の海     | 『EMOTION20周年記念テーマコレクション〜TV編』                      | 2002年8月21日  |                                 |
| 奇跡の海     | 『everywhere』                                                     | 2010年3月31日  | ベスト・アルバム                |
| Active Heart | 『シングルコレクション+ ハチポチ』                                 | 1999年12月16日 | 1stシングルコレクションアルバム |